# Historia del uniforme del Club Alianza Lima

Escudo de Alianza Lima con los colores blanco y azul, los cuales son usados en su indumentaria titular.

La historia del uniforme del Club Alianza Lima se remonta a 1901, año de fundación del club. Originalmente fue de colores verde y blanco, posteriormente se cambió por la combinación blanquiazul, la cual se mantiene hasta la actualidad
Para la temporada 2025, los colores usados en el uniforme fueron:
- Uniforme titular: Camiseta azul con rayas blancas, short blanco y medias blancas con detalles en dorado en el patrocinio.
- Uniforme alternativo: Camiseta azul con detalles dorados, short azul y medias doradas, con dos líneas horizontales.
- Tercer uniforme: Camiseta morada con rayas blancas, short blanco y medias blancas con detalles en dorado en el patrocinio.

## Uniforme titular

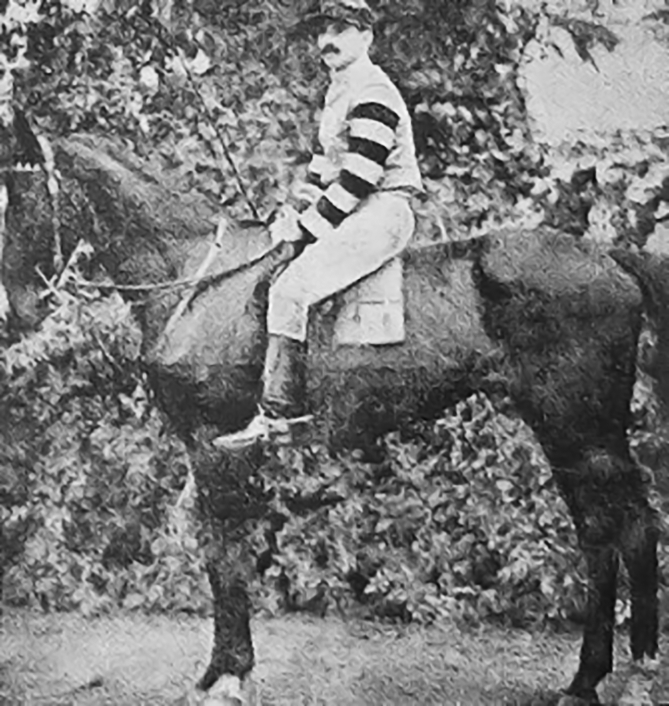
Los colores azul, blanco y negro en el uniforme de la caballeriza Alianza.

Dentro de los niños y adolescentes fundadores del Alianza Lima, algunos de ellos tuvieron ascendencia italiana. Es así como surgió la historia de la primera camiseta aliancista. Uno de los jugadores fundadores, Eduardo Pedreschi, proveniente de una familia de inmigrantes italianos llegados al Perú en 1874, le encargó a sus hermanas que confeccionaran los primeros uniformes. Ellas, para que su madre estuviera de acuerdo con la donación, tomaron los colores de la bandera de Italia, por lo que el primer uniforme lució camisetas verdes y pantalones blancos.
Posteriormente, en la administración de Foción Mariátegui, el uniforme aliancista adoptó una nueva gama de colores, siendo estos, el azul, el blanco y el negro, colores de la caballeriza Alianza, donde el club disputó sus primeros partidos. La camiseta alterna de entonces era roja. El diseño y colores actuales se vieron por primera vez entre los años 1912 y 1919.

### Evolución
|  | 1901-1911 | 1912-1919 | 1920-1925 | 1926-2000 | 2001 | 2002 | 2003 | 2004 | 2005 |
|  | 2006      | 2007      | 2008      | 2009      | 2010 | 2011 | 2012 | 2013 | 2014 |
|  | 2015      | 2016      | 2017      | 2018      | 2019 | 2020 | 2021 | 2022 | 2023 |
|  | 2024      | 2025      |           |           |      |      |      |      |      |

## Uniforme alternativo
A lo largo de la historia Alianza Lima ha contado con numerosos uniformes alternos. Generalmente, usó como uniforme alterno camiseta y pantalón de color blanca con rayas azules. Otra de las variantes más comunes son las camisetas de verde con blanco, en referencia a la camiseta de los fundadores.

### Evolución
|  | 1964 | 1992 | 2001 | 2002 | 2004 | 2005 | 2006 | 2007-2008 | 2009 |
|  | 2010 | 2011 | 2012 | 2013 | 2014 | 2015 | 2016 | 2017      | 2018 |
|  | 2019 | 2020 | 2021 | 2022 | 2023 | 2024 | 2025 |           |      |

## Tercer uniforme
Alianza Lima modifica sus colores originales durante un tiempo determinado por motivos religiosos. La razón de esta modificación es la devoción que tiene el club hacia el Señor de los Milagros. José Carrión fue quien impulsó la práctica de portar uniformes especiales en octubre. Como utilero del primer equipo y apelando a su condición de devoto, mandó a confeccionar una indumentaria que tuviera el morado como color principal, pues esa tonalidad es la que siempre ha identificado a los fieles. Durante el mes de octubre, el uniforme morado pasa a ser el uniforme titular del equipo.
La revista Don Balón Perú, en su edición del 26 de octubre de 1998, señala que el 25 de septiembre de 1955 Alianza Lima se presentó por primera vez con camiseta íntegramente blanquimorada, pantalón morado y medias moradas; ante la sorpresa general de los aficionados. Por ese hecho, desde la tribuna, el dirigente Alfonso de Souza Ferreira despidió a Carrión por encontrarlo responsable de lo que consideraba, un atentado a la historia aliancista. No obstante, al ver el resultado final de 2:1 favorable al cuadro íntimo, el dirigente se calmó y le recomendó adecuar el color morado al diseño tradicional. El siguiente domingo, 2 de octubre, Alianza salió al campo de juego con camisetas blanquimoradas frente al Deportivo Municipal. El partido finalizó con victoria de Alianza (1:0), por lo que empezó la tradición.
Sin embargo, existen pruebas que comprueban datos erróneos contenidos en la revista. Las fechas de los partidos son correctas, pero Alianza no se presentó con camisetas moradas en 1955. La fecha real y comprobada en donde la tradición fue oficialmente constituida es el 3 de octubre de 1971, en un partido frente a Sporting Cristal en el Estadio Nacional. El resultado del partido fue un triunfo aliancista por 2:0, con goles de Teófilo Cubillas y César Cueto.

"En Lima, todo moreno, cuando llega el mes de octubre, con el hábito se cubre de su Señor Nazareno. Alianza, por no ser menos, de morado llego lejos".
Nicomedes Santa Cruz

### Evolución
|  | 1971-2000 | 2001 | 2002 | 2003 | 2004 | 2005 | 2006 | 2007 | 2008 |  |
|  | 2009      | 2010 | 2011 | 2012 | 2013 | 2014 | 2015 | 2016 | 2017 |  |
|  | 2018      | 2019 | 2020 | 2021 | 2022 | 2023 | 2024 |      |      |  |

## Uniformes Especiales
| 2025 |

## Patrocinio
En el ámbito comercial, la camiseta aliancista fue la más cotizada del fútbol peruano durante el año 2010, llegando a cobrar por publicidad (solo en su camiseta) más de millón y medio de dólares. Por otro lado, diferentes marcas de indumentaria deportiva han elaborado la divisa de Alianza Lima a través de los años. La camiseta de la presente temporada fue confeccionada por Nike, empresa estadounidense de confección de accesorios deportivos; con la cual el club mantiene vínculo desde 2011 hasta 2024.
En su intento de crear nuevas formas de obtener ingresos económicos como los derechos de transmisión y la recaudación de taquilla, la institución blanquiazul funge de medio efectivo para patrocinar empresas u organizaciones. De esta manera, en las últimas décadas se hizo común llevar el logotipo de alguna marca en la parte frontal de la camiseta.
| Período   | Proveedor | Logotipo |
| --------- | --------- | -------- |
| 1980      | Pony      |          |
| 1986      | Nike      |          |
| 1987-1988 | Puma      |          |
| 1989-1994 | Calvo     |          |
| 1995      | Polmer    |          |
| 1996      | Adidas    |          |
| 1997      | Kappa     |          |
| 1998      | Penalty   |          |
| 1999-2003 | Walon     |          |
| 2004      | Fila      |          |
| 2005-2010 | Marathon  |          |
| 2011-act. | Nike      |          |

| Período    | Patrocinador       | Logotipo         |
| ---------- | ------------------ | ---------------- |
| 1988       | Puma               |                  |
| 1989-1991  | Banco Popular      |                  |
| 1992       | Banco de Comercio  |                  |
| 1993       | América Televisión |                  |
| 1994-1995  | Goldstar           |                  |
| 1996-1998  | Pilsen Callao      |                  |
| 1999       | LG Electronics     |                  |
| 2000-2001  | Pilsen Callao      |                  |
| 2002       | TIM Gloria         |                  |
| 2003       | Siemens Mobile     |                  |
| 2004-2005  | Pepsi AmBev Perú   |                  |
| 2005-2006  | Brahma             |                  |
| 2007-2010  | Cristal            |                  |
| 2011-2013  | Sin patrocinador   | Sin patrocinador |
| 2014-2016  | Cristal            |                  |
| 2017       | 24WIN              |                  |
| 2018-2021. | Banco Pichincha    |                  |
| 2022       | Marcadores 247.com |                  |
| 2023-      | Apuesta Total      |                  |
| 2025-      | Caja Huancayo      |                  |